# Efigênia dos Santos Lima Clemente
Efigênia Mariquinhas dos Santos Lima Clemente é membro do Parlamento Pan-Africano de Angola, desde sua inauguração, em 2004. 